# إيفان لينو
إيفان لينو (بالإنجليزية: Ivan Linow)‏ هو مصارع محترف وممثل أمريكي، ولد في 21 نوفمبر 1888 في لاتفيا، وتوفي في 21 نوفمبر 1940 بلندن في المملكة المتحدة.

## وصلات خارجية
- إيفان لينو على موقع IMDb (الإنجليزية)
- إيفان لينو على موقع ألو سيني (الفرنسية)
- إيفان لينو على موقع تيرنر كلاسيك موفيز (الإنجليزية)
- إيفان لينو على موقع أول موفي (الإنجليزية)
- إيفان لينو على موقع قاعدة بيانات الأفلام السويدية (السويدية)
- إيفان لينو على موقع قاعدة بيانات الفيلم (الإنجليزية)
- إيفان لينو على موقع كينوبويسك (الروسية)